# اندیس کوشک
کوشک یک اندیس غیرفلزی است که در حوالی شهر زاویه استان تهران قرار دارد و مادهٔ معدنی موجود در آن، باریت است. و دیرینگی آن به دوران سن  می‌رسد. 